# Nicolas Dupré de Saint-Maur
Pour les articles homonymes, voir Dupré de Saint-Maur.
Nicolas Dupré de Saint-Maur (ou du Pré de Saint-Maur), né à Paris le 5 août 1732, et mort dans la même ville le 21 décembre 1791, est un administrateur français de l'Ancien Régime. Il fut conseiller d'État, intendant de Berry (à Bourges) puis intendant de Guyenne (à Bordeaux).

## Biographie

### Famille
Nicolas Dupré de Saint-Maur est le fils de Nicolas-François Dupré de Saint-Maur (1695-1774), maître des comptes, économiste et statisticien, membre de l'Académie française, et de Marie Marthe Alléon.
Par contrat du 17 janvier 1761 à Paris, il épouse Claude Louise Le Noir (1744-1801), fille de Louis Samuel Le Noir, riche financier, payeur des rentes de l'hôtel de ville, et Claude Panier.
L'un de ses fils, autre Nicolas (1767-1846), fut maître des requêtes au parlement de Paris, puis maire de Vierzon sous l'Empire et la Restauration. Un autre, Jean Pierre Émile Dupré de Saint-Maure est député de l'Aude et auteur d'une anthologie russe.

### Carrière

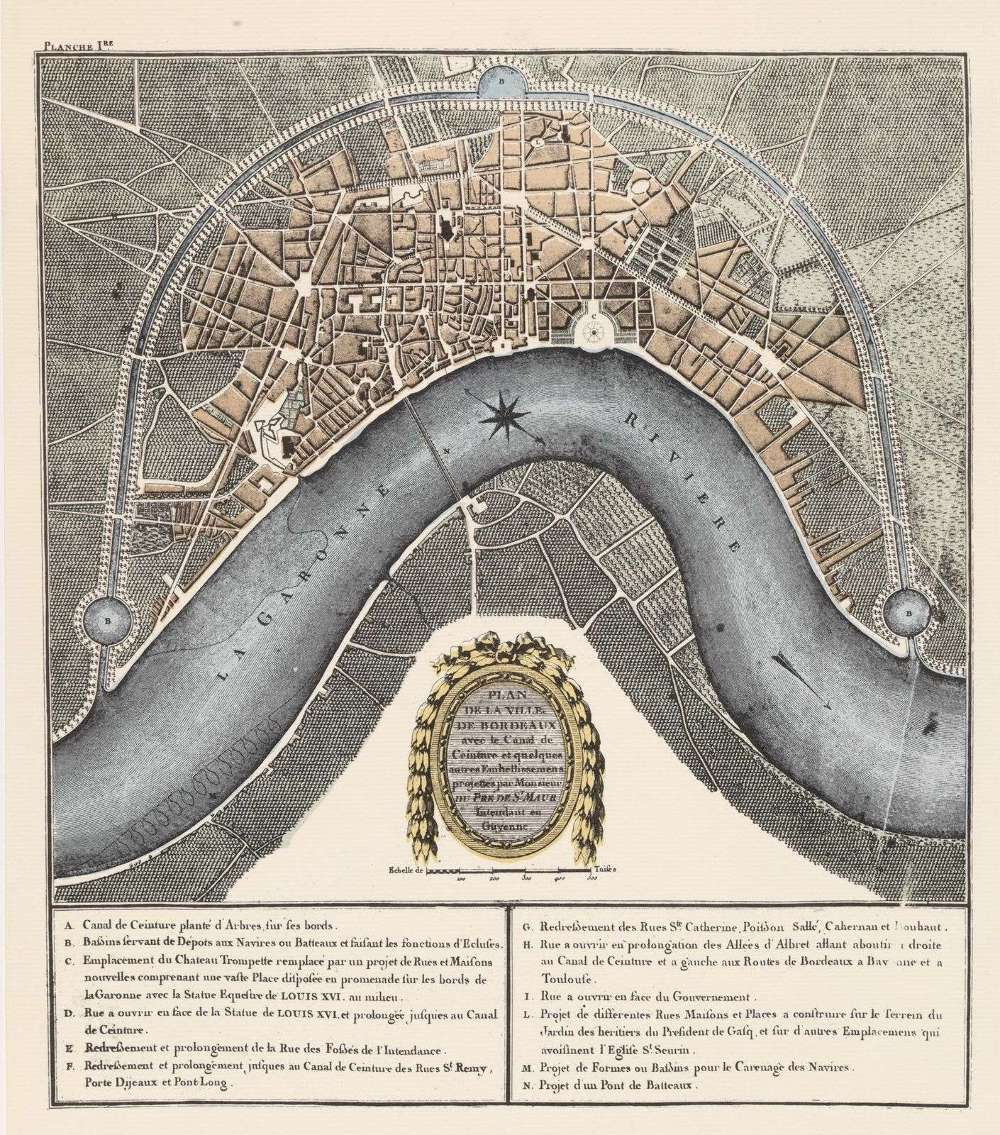
Plan de la ville de Bordeaux avec le canal de ceinture et quelques autres embellissements (planche I du mémoire de 1782).

Il fut conseiller au parlement de Paris (1751), maître des requêtes (1755), conseiller d’État (1785). Mais c'est surtout comme intendant qu'il s'est illustré.
Il est d'abord intendant de Berry à Bourges, de 1764 à 1776.
Puis, de 1776 à 1784, il est intendant général à Bordeaux,. Il y protège les arts et les lettres, favorise le développement du Musée, crée un jardin botanique. Il devient membre de l'Académie de Bordeaux en 1780.
Il a des projets d'urbanisme visionnaires pour Bordeaux. En 1781, pour continuer l'œuvre de Tourny, il veut faire détruire le château Trompette et le remplacer par une grande place. Il obtient du roi, le 15 août 1785, les lettres patentes décidant la destruction du château. Mais son départ de Bordeaux, puis la Révolution, retardent les travaux. Le château Trompette, dont l'emplacement deviendra l'esplanade des Quinconces, ne sera rasé que sous la Restauration.
Il a également le projet de construire un canal ceinturant la ville à l'ouest, à la place de zones marécageuses. Ce canal ne vit jamais le jour et ce sont les grands boulevards qui furent établis à cet endroit.
C'est aussi sous son administration que le Grand Théâtre, voulu par le maréchal-duc de Richelieu, gouverneur de Guyenne, est construit par Victor Louis, et achevé en 1780.

### La question des minorités religieuses, "pétition pour la nation juive" (1788)
Nommé en 1785 Conseiller d’État au Comité des Contentieux ainsi qu'au Bureau des Affaires Ecclésiastiques, Nicolas Dupré de Saint Maur souhaite voir évoluer la situation des minorités protestante et juive. En tant qu'intendant de Guyenne, il avait développé des relations privilégiées avec la famille Gradis au sein de la communauté juive de Bordeaux. En 1788, il contribue avec Samuel Gradis, Lacretelle, Roederer et Target au "rapport Malesherbes" sur la situation des juifs. Une commission formée de huit notables juifs de France est chargée d'exposer les souhaits des différentes communautés alsacienne, lorraine, du midi, du sud-ouest... A rebours de ceux, juifs ou non, qui mettaient l'accent sur les disparités entre les communautés, Nicolas Dupré de Saint Maur plaide pour un statut universel et l'alignement des droits des juifs de l'est de la France sur ceux des autres "régnicoles" (habitants du Royaume) : "il n'y a pas une grande disparité entre ces juifs [de Bordeaux], écrivait-il en 1788, et ceux d'Alsace, les uns et les autres sont également des hommes."
Les juifs séfarades envisagent défavorablement la perspective d'une dilution de leur communauté dans un ensemble plus large où les askhénazes seraient majoritaires. Néanmoins, c'est la vision universaliste défendue en 1788 par Dupré de Saint-Maur qui l'emporte sous la monarchie constitutionnelle. 

### Château d'Argent-sur-Sauldre
Alors qu'il est intendant à Bordeaux, il découvre le pin maritime dans les Landes et l'introduit dans la propriété qu'il avait acquise à Argent-sur-Sauldre, en Berry. Il rénove et agrandit sensiblement le château vers 1776-1778. Il s'adresse pour cela à l'architecte Victor Louis, qui construisait au même moment le Grand Théâtre de Bordeaux.

## Écrits
Il est l'auteur d'un certain nombre d'écrits liés à ses fonctions d'intendant.
- Essai sur les avantages du rétablissement de la culture du tabac en Guyenne, 1781, in 4°.
- Mémoire relatif à quelques projets intéressants pour la ville de Bordeaux, lu par M. Dupré de Saint-Maur... directeur de l'Académie des sciences de Bordeaux, à la séance publique du 7 mars 1782, Bordeaux, impr. M. Racle, 1782, ill. (3 pl.), 80, in 4° (lire en ligne).
- Mémoire sur la décadence du commerce de Bayonne et Saint-Jean-de-Luz, et sur les moyens de le rétablir, Bordeaux, 1782, in 4°.
- Mémoire important sur l'administration des corvées dans la généralité de Guyenne, et observations sur les remontrances du Parlement de Bordeaux du 15 mai 1784, Bordeaux, 1784, in 4°.
- Lettre d'un subdélégué de la généralité de Guyenne, à M. le duc de ... relativement aux corvées, Paris, 1784, in 4°.